# Brytyjska Federacja Szachowa
Brytyjska Federacja Szachowa (ang. British Chess Federation, BCF) – szachowa organizacja istniejąca w latach 1904-2005 i w tym okresie reprezentująca w Międzynarodowej Federacji Szachowej (FIDE) interesy szachistów Anglii, jak również Szkocji, Walii, Irlandii i Wysp Normandzkich (pomimo istnienia odrębnych federacji w tych częściach Wielkiej Brytanii).
W roku 2005 działalność organizacji została zawieszona, a następnie powstała z niej Angielska Federacja Szachowa (ang. English Chess Federation, ECF), która administruje tym samym obszarem terytorialnym i jest w prostej linii kontynuatorką działalności BCF.